# 74
| [ Edytuj tabelę ] |                         |
| Cesarz Chin       | - 57 Han Mingdi 75      |
| Władca Korei      | - 53 T’aejodae 146      |
| Król Nabatei      | - 70 Rabel II Soter 106 |
| Papież            | - 67 Linus 79           |
| Król Partów       | - 51 Wologazes I 78     |
| Cesarz Rzymu      | - 69 Wespazjan 79       |

Rok 74 / LXXIV
stulecia: I wiek p.n.e. ~
I wiek ~
II wiek

lata: 64 «
69 «
70 «
71 «
72 «
73 «
74
» 75
» 76
» 77
» 78
» 79
» 84

## Wydarzenia
- Azja
  - druga wyprawa wojsk chińskich do basenu Tarymu (data sporna lub przybliżona)
- Europa
  - wypędzenie filozofów z Rzymu